# Lomamyia texana
Lomamyia texana is een insect uit de familie van de Berothidae, die tot de orde netvleugeligen (Neuroptera) behoort. 
Lomamyia texana is voor het eerst wetenschappelijk beschreven door Banks in 1897.